# ダン・ヘイレン
ダニエル・ジョン・ヘイレン（Daniel John Haren, 1980年9月17日 - ）は、アメリカ合衆国・カリフォルニア州モントレーパーク出身の元プロ野球選手（投手）。右投右打。

## 経歴

### アマチュア時代
アイルランド系の父とメキシコ系の母の間に生まれる。青少年育成NPOでエグゼクティブ・ディレクターとして活動していた父は、高校1年生のときに打球が喉を直撃する事故に遭うまで野球をしていた経験があり、息子のヘイレンにも野球を教え込む。その後成長したヘイレンは、Bishop Amat Memorial High Schoolを経てペパーダイン大学に進学。入学後に、内野手から投手兼指名打者へ転向する。3年目の2001年に11勝3敗・防御率2.22の好成績を収めた。
2001年のMLBドラフトでセントルイス・カージナルスから2巡目（全体72位）指名され、6月20日に契約。このドラフトでは、ペパーダイン大学の選手はヘイレンを含め計9人が指名された。その中でも、サンフランシスコ・ジャイアンツから1巡目（全体30位）指名を受けたノア・ロウリーは大学時代のルームメイトで仲がいい。後にヘイレンがオークランド・アスレチックスに移籍すると、両球団の本拠地が近いこともあってふたりは同じアパートで生活するようになり、2005年6月25日の両球団直接対決でふたりがそれぞれのチームの先発投手として対戦することになった日には、1台の車に相乗りして揃って球場入りしている。2001年はA-級ニュージャージー・カージナルスで12試合に登板し、3勝3敗1セーブ・防御率3.10だった。

### カージナルス時代

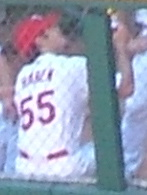
セントルイス・カージナルス時代
(2004年8月7日)

2002年はA+級ポトマック・キャノンズとA級ピオリア・チーフスでプレー。A+級では14試合に登板し、3勝6敗・防御率3.62だった。
2003年はAA級テネシー・スモーキーズで開幕後、AAA級メンフィス・レッドバーズへ昇格。6月30日にエースのマット・モリスが右肩を痛め登板回避したため、カージナルスとメジャー契約を結び、同日のジャイアンツ戦でメジャーデビュー。同年は先発投手として14試合に登板したが3勝7敗と負け越し、防御率は5.08を記録。シーズン終了後にはカージナルス傘下の最優秀マイナー投手に選出された。
2004年は防御率を4.50に向上させた。同年のワールドシリーズでは2試合にリリーフ登板し、4.2回を無失点に抑えたが、チームは初戦から4連敗でボストン・レッドソックスに敗れた。

### アスレチックス時代

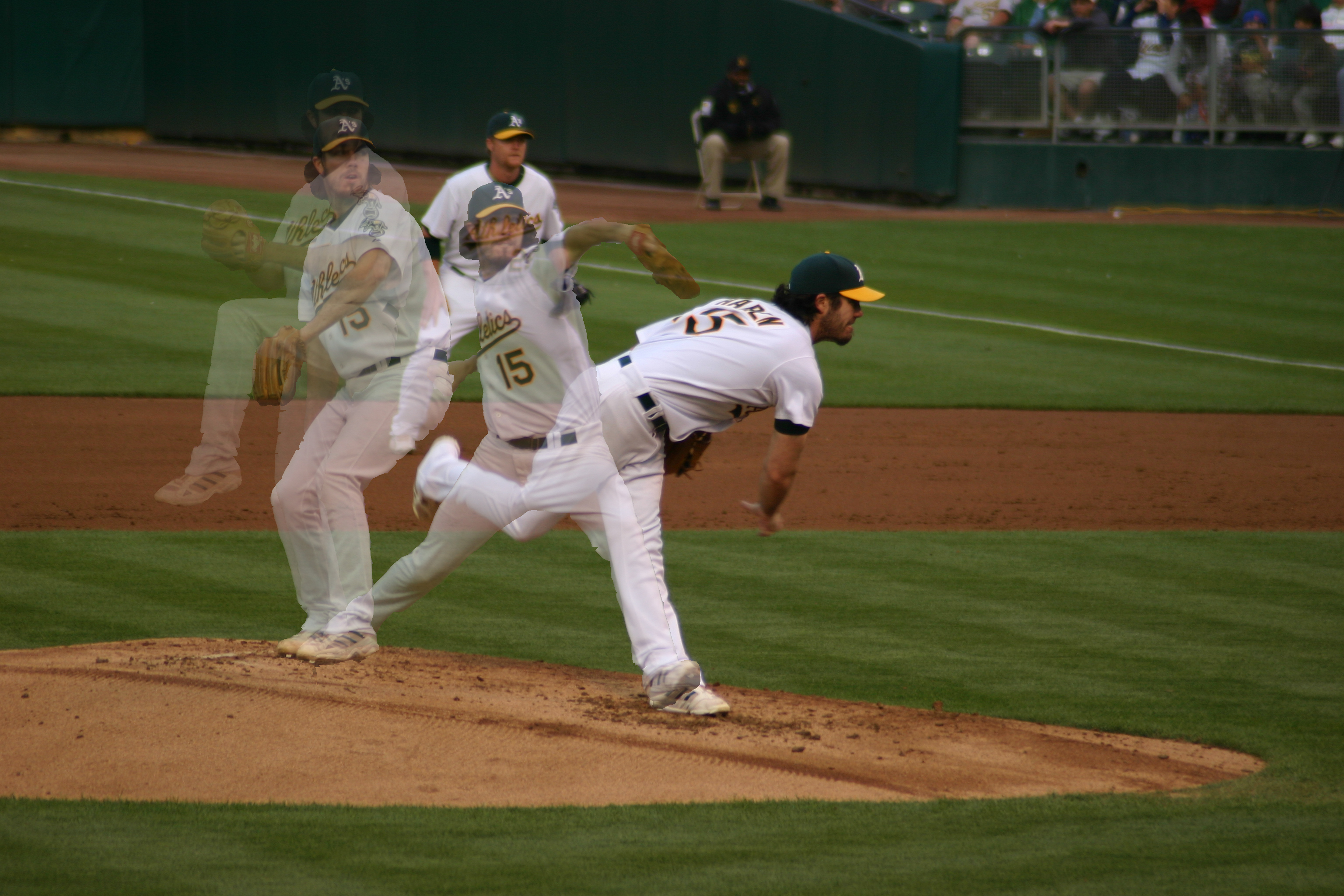
ヘイレンの投球フォーム。オークランド・アスレチックスに所属していた2007年に撮影

2004年12月18日にマーク・マルダーとのトレードでキコ・カレーロと共にアスレチックスへ移籍。
2005年はフルシーズン1年目ながらバリー・ジトと並ぶチーム最多の14勝を挙げ、5月31日から8月7日にかけて9連勝を記録したが、8月12日のミネソタ・ツインズ戦で1失点で完投したが、ヨハン・サンタナが完封したため、ヘイレンは負け投手となり連勝が途切れた。また、9連勝の間に登板した14試合すべてアスレチックスが勝利している。9月には2006年から4年総額1,265万ドル（5年目の2010年は球団オプション）で契約延長した。
2006年はリーグ最多の34試合に先発して14勝13敗を記録。三振数を四球数で割った値は球団史上1位の3.91となった。
2007年はチームのエースであったバリー・ジトが前年オフにFAとなり移籍したため、開幕投手を務めた。インターリーグでは全4登板で4勝を挙げるなど、前半戦終了時10勝3敗・防御率2.30（リーグ首位）を記録。オールスターに初めて選出され、先発投手も務めた。後半は5勝6敗・防御率4.15と失速したが、シーズントータルでリーグ最多タイの34試合に先発し、リーグ最多の28試合でクオリティ・スタートを記録した。ヘイレン本人は、2007年の好調な要因を「カット・ファスト・ボールをマスターしたこと」としている。

### ダイヤモンドバックス時代

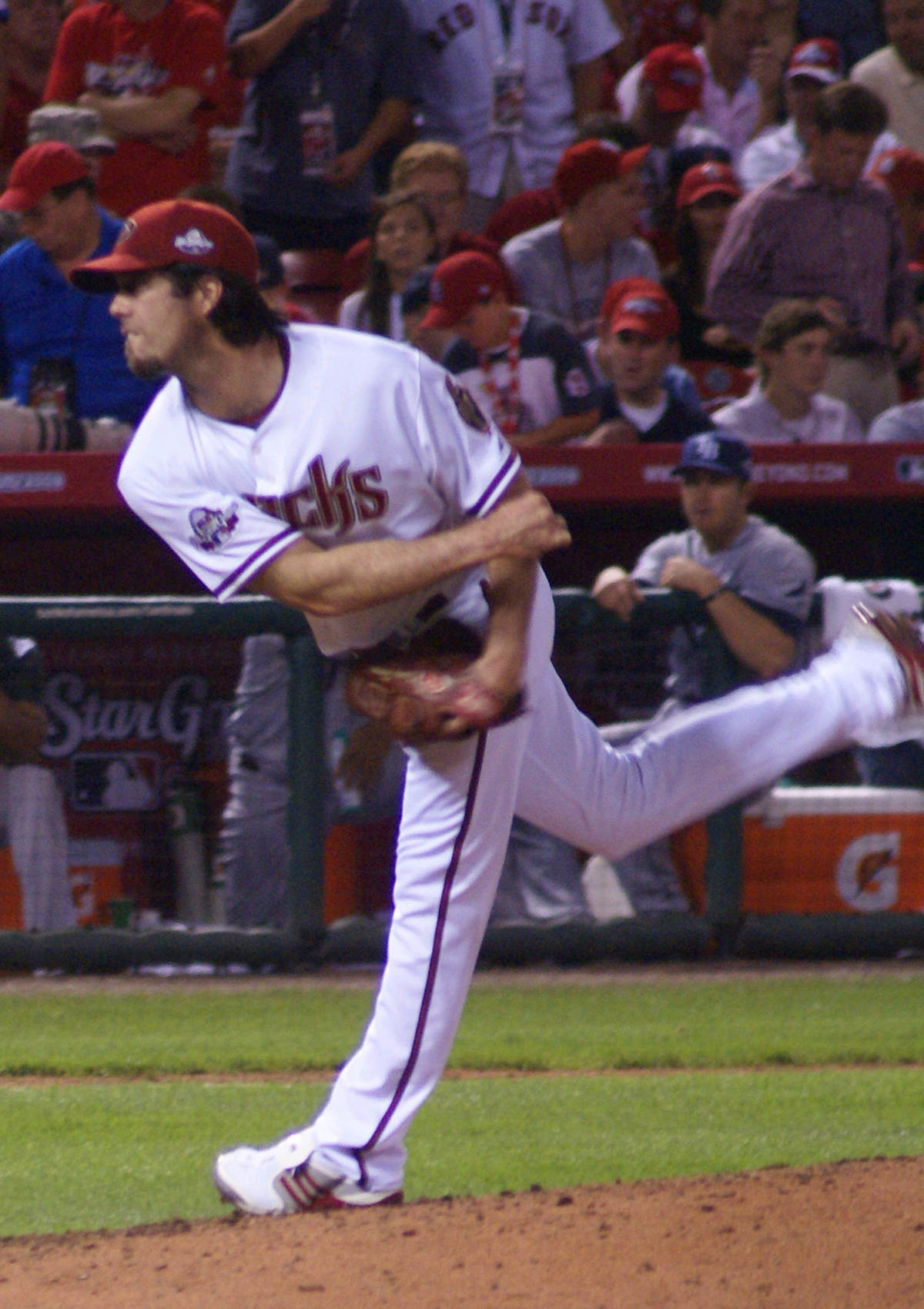
アリゾナ・ダイヤモンドバックス時代
(2009年7月14日)

2007年12月14日にブレット・アンダーソン、クリス・カーター、アーロン・カニンガム、デイナ・イブランド、カルロス・ゴンザレス、グレッグ・スミスとのトレードでコナー・ロバートソンと共にアリゾナ・ダイヤモンドバックスへ移籍した。
2008年は前半戦19試合で8勝5敗、防御率2.72と好投し、2年連続となるオールスターゲームに選出された。8月5日には総額4475万ドルの4年契約（2013年・1550万ドルの球団オプション付き）を結んだ。この年は33試合に登板し、自己最多の16勝（8敗）を挙げ、防御率は3.33だった。
2009年は開幕後3試合の登板で3敗を喫したが、防御率1.89を記録。Elias Sports Bureauによると1983年以降で開幕から3戦3敗・防御率が2.00以下の投手は2002年のフアン・クルーズしかいないという。前半戦は9勝5敗・防御率2.01の成績でサイ・ヤング賞候補の一人となった。7月には3年連続でオールスターゲームに選出された。しかし、後半戦は5勝5敗・防御率4.62と調子を落とし、サイ・ヤング賞の投票では5位に終わった。この年は33試合に登板し、14敗10敗・防御率3.14だった。
2010年は開幕から21試合に登板し、7勝8敗・防御率4.60だった。

### エンゼルス時代
2010年7月25日にパトリック・コービン、ラファエル・ロドリゲス、ジョー・ソーンダース、後日発表選手とのトレードでロサンゼルス・エンゼルス・オブ・アナハイムに移籍した。移籍後は14試合に登板し、5勝4敗、防御率2.87だった。2010年は2球団で12勝を挙げ、6年連続で二桁勝利を挙げた。
2011年は35試合に登板（34度の先発はリーグトップ）し、7年連続の2桁勝利で自己最多タイの16勝（10敗）を挙げ、防御率3.17だった。
2012年は30試合に登板し、8年連続の二桁勝利12勝（13敗）を挙げ、防御率は4.33だった。シーズン終了後にカルロス・マーモルとのトレードでシカゴ・カブスに移籍が決まりかけたが、結局破談に終わった。11月2日にエンゼルスが来季のオプションを破棄したため、FAとなった。

### ナショナルズ時代
2012年12月7日にワシントン・ナショナルズと1300万ドルの1年契約を結んだ。
2013年は先発4番手として開幕からフル回転していたが、6月25日に右肩の故障で15日間の故障者リスト入りした。7月8日に復帰。この年は31試合に登板し、9年連続の二桁勝利となる10勝を挙げたが、自己ワーストの14敗を記録。防御率はチームワーストの4.67を記録した。10月31日にFAとなった。

### ドジャース時代

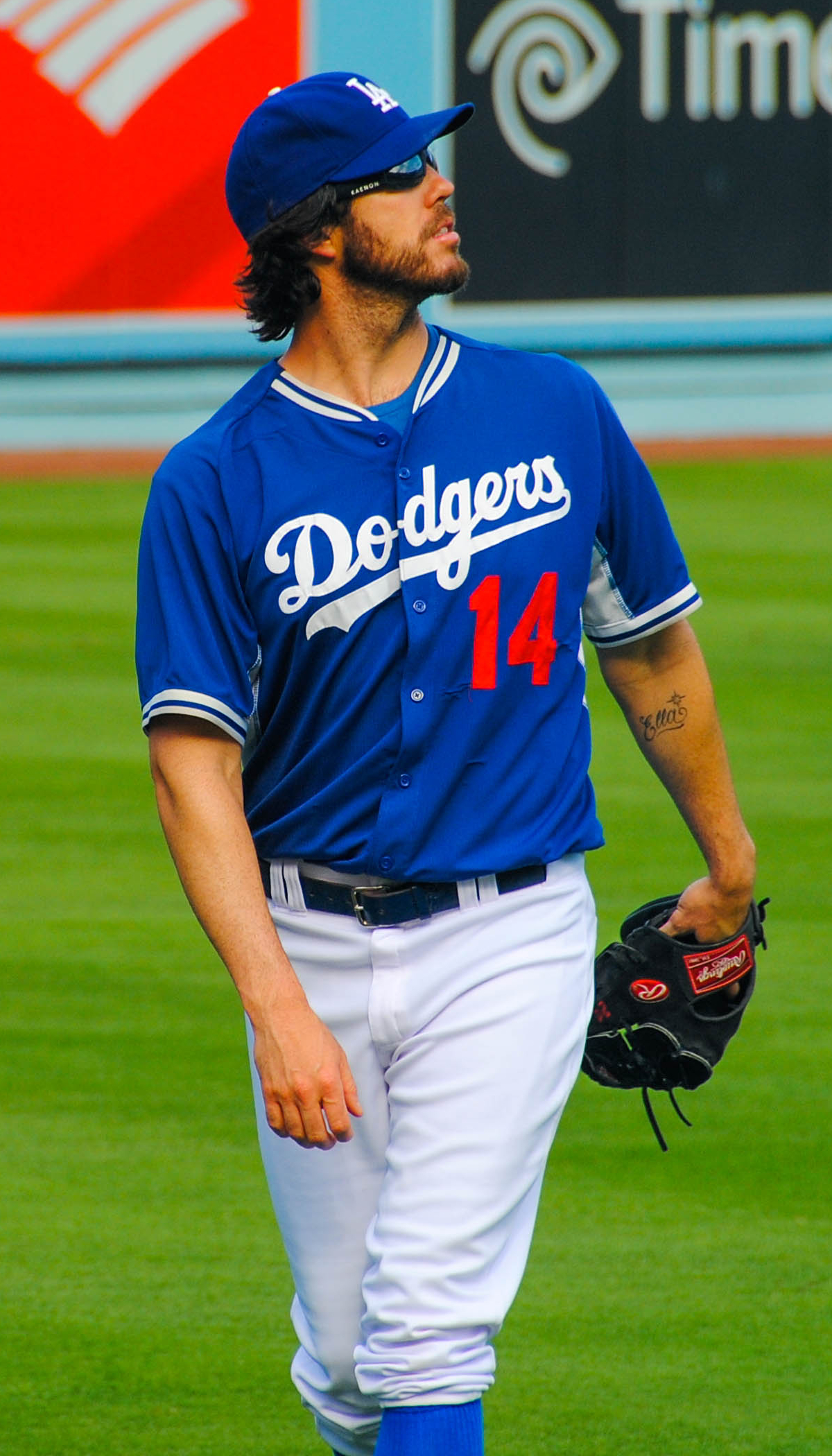
ロサンゼルス・ドジャース時代
(2014年7月29日)

2013年11月24日にロサンゼルス・ドジャースと1年1000万ドルで契約に合意。11月25日にフィジカルチェックをパスし、球団が公式発表した。
2014年は開幕から先発ローテーションに加わり、32試合に登板。10年連続の二桁勝利となる13勝（11敗）・防御率4.02だった。

### マーリンズ時代
2014年12月10日にアンドリュー・ヒーニー、クリス・ハッチャー、エンリケ・ヘルナンデス、オースティン・バーンズとのトレードでディー・ゴードン、ミゲル・ロハスと共にマイアミ・マーリンズへ移籍した。

### カブス時代
2015年7月31日にエリオット・ソト、イバン・ピネイロとのトレードでシカゴ・カブスに移籍。オフの10月22日に現役引退を発表した。

## 投球スタイル
89-92mphの速球（フォーシーム、ツーシーム）、84-86mphで鋭く落ちるスプリッター、76-79mphのカーブ、右打者に他投する85-87mphのカットボールが主な持ち球で、かつてはチェンジアップも投げていた。
ワインドアップ時に間合いを入れる、ゆったりとしたモーションが特徴。緩急自在で、カウントにかかわらずあらゆる球種を投げ分け、スカウティング・レポートの裏をかくスタイルは、解説者などから「チェスのようだ」と評されている。

## 詳細情報

### 年度別投手成績
| 年 度      | 球 団      | 登 板 | 先 発 | 完 投 | 完 封 | 無 四 球 | 勝 利 | 敗 戦 | セ 丨 ブ | ホ 丨 ル ド | 勝 率 | 打 者 | 投 球 回 | 被 安 打 | 被 本 塁 打 | 与 四 球 | 敬 遠 | 与 死 球 | 奪 三 振 | 暴 投 | ボ 丨 ク | 失 点 | 自 責 点 | 防 御 率 | W H I P |
| ---------- | ---------- | ----- | ----- | ----- | ----- | -------- | ----- | ----- | -------- | ----------- | ----- | ----- | -------- | -------- | ----------- | -------- | ----- | -------- | -------- | ----- | -------- | ----- | -------- | -------- | ------- |
| 2003       | STL        | 14    | 14    | 0     | 0     | 0        | 3     | 7     | 0        | 0           | .300  | 320   | 72.2     | 84       | 9           | 22       | 0     | 5        | 43       | 3     | 0        | 44    | 41       | 5.08     | 1.46    |
| 2004       | STL        | 14    | 5     | 0     | 0     | 0        | 3     | 3     | 0        | 0           | .500  | 195   | 46.0     | 45       | 4           | 17       | 2     | 2        | 32       | 1     | 0        | 23    | 23       | 4.50     | 1.35    |
| 2005       | OAK        | 34    | 34    | 3     | 0     | 2        | 14    | 12    | 0        | 0           | .538  | 897   | 217.0    | 212      | 26          | 53       | 5     | 6        | 163      | 6     | 0        | 101   | 90       | 3.73     | 1.22    |
| 2006       | OAK        | 34    | 34    | 2     | 0     | 2        | 14    | 13    | 0        | 0           | .519  | 930   | 223.0    | 224      | 31          | 45       | 6     | 10       | 176      | 10    | 0        | 109   | 102      | 4.12     | 1.21    |
| 2007       | OAK        | 34    | 34    | 0     | 0     | 0        | 15    | 9     | 0        | 0           | .625  | 935   | 222.7    | 214      | 24          | 55       | 1     | 3        | 192      | 10    | 0        | 91    | 76       | 3.07     | 1.21    |
| 2008       | ARI        | 33    | 33    | 1     | 1     | 0        | 16    | 8     | 0        | 0           | .667  | 881   | 216.0    | 204      | 19          | 40       | 4     | 6        | 206      | 11    | 0        | 86    | 80       | 3.33     | 1.13    |
| 2009       | ARI        | 33    | 33    | 3     | 1     | 1        | 14    | 10    | 0        | 0           | .583  | 909   | 229.1    | 192      | 27          | 38       | 2     | 4        | 223      | 13    | 0        | 83    | 80       | 3.14     | 1.00    |
| 2010       | ARI        | 21    | 21    | 1     | 0     | 0        | 7     | 8     | 0        | 0           | .467  | 607   | 141.0    | 161      | 23          | 29       | 4     | 3        | 141      | 8     | 1        | 79    | 72       | 4.60     | 1.35    |
| 2010       | LAA        | 14    | 14    | 1     | 0     | 0        | 5     | 4     | 0        | 0           | .556  | 387   | 94.0     | 84       | 8           | 25       | 2     | 2        | 75       | 4     | 1        | 31    | 30       | 2.87     | 1.16    |
| '10計      | LAA        | 35    | 35    | 2     | 0     | 0        | 12    | 12    | 0        | 0           | .500  | 994   | 235.0    | 245      | 31          | 54       | 6     | 5        | 216      | 12    | 2        | 110   | 102      | 3.91     | 1.27    |
| 2011       | LAA        | 35    | 34    | 4     | 3     | 2        | 16    | 10    | 0        | 0           | .615  | 953   | 238.1    | 211      | 20          | 33       | 1     | 5        | 192      | 6     | 0        | 91    | 84       | 3.17     | 1.02    |
| 2012       | LAA        | 30    | 30    | 1     | 1     | 1        | 12    | 13    | 0        | 0           | .480  | 747   | 176.2    | 190      | 28          | 38       | 3     | 3        | 142      | 5     | 1        | 95    | 85       | 4.33     | 1.29    |
| 2013       | WSH        | 31    | 30    | 0     | 0     | 0        | 10    | 14    | 1        | 0           | .417  | 717   | 169.2    | 179      | 28          | 31       | 0     | 7        | 151      | 8     | 1        | 92    | 88       | 4.67     | 1.24    |
| 2014       | LAD        | 32    | 32    | 0     | 0     | 0        | 13    | 11    | 0        | 0           | .542  | 776   | 186.0    | 183      | 27          | 36       | 7     | 3        | 145      | 8     | 1        | 101   | 83       | 4.02     | 1.18    |
| 2015       | MIA        | 21    | 21    | 0     | 0     | 0        | 7     | 7     | 0        | 0           | .500  | 524   | 129.0    | 116      | 21          | 25       | 1     | 7        | 88       | 2     | 0        | 50    | 49       | 3.42     | 1.09    |
| 2015       | CHC        | 11    | 11    | 0     | 0     | 0        | 4     | 2     | 0        | 0           | .667  | 244   | 58.1     | 58       | 10          | 13       | 1     | 1        | 44       | 3     | 0        | 29    | 26       | 4.01     | 1.22    |
| '15計      | CHC        | 32    | 32    | 0     | 0     | 0        | 11    | 9     | 0        | 0           | .550  | 768   | 187.1    | 174      | 31          | 38       | 2     | 8        | 132      | 5     | 0        | 79    | 75       | 3.60     | 1.13    |
| 通算：13年 | 通算：13年 | 391   | 380   | 16    | 6     | 8        | 153   | 131   | 1        | 0           | .539  | 10022 | 2419.2   | 2357     | 305         | 500      | 39    | 67       | 2013     | 98    | 5        | 1105  | 1009     | 3.75     | 1.18    |

- 2015年度シーズン終了時
- 各年度の太字はリーグ最高

### 獲得タイトル・表彰
- オールスターゲーム選出 3回：2007年 - 2009年

### 背番号
- 50 (2003年、2015年途中 - )
- 55 (2004年)
- 24 (2005年、2010年途中 - 2012年)
- 15 (2006年 - 2010年途中、2013年、2015年)
- 14 (2014年)